# Elefthériosz Pupákisz
Elefthériosz Pupákisz (görögül: Λευτέρης Πουπάκης; 1946. február 28. –) görög válogatott labdarúgókapus.

## Pályafutása

### Klubcsapatban
Pályafutása során több csapatban megfordult, melyek a következők voltak: AÓ Egáleo, Olimbiakósz, ÓFI Kréta, Panathinaikósz, Apólon Zmírnisz. 1975-ben megnyerte a görög bajnokságot és a görög kupát is az Olimbiakósz színeiben.

### A válogatottban
1971 és 1981 között 6 alkalommal szerepelt a görög válogatottban. Részt vett az 1980-as Európa-bajnokságon.

## Sikerei
Olimbiakósz
- Görög bajnok (1): 1974–75
- Görög kupa (1): 1974–75

## Külső hivatkozások
- Elefthériosz Pupákisz adatlapja a National-Football-Teams.com oldalon (angolul)

- Elefthériosz Pupákisz. eu-football.info